# 肾叶打碗花
肾叶打碗花（学名：Calystegia soldanella），又名肾叶天剑、扶子苗（山东）、滨旋花（江苏、浙江）、砂附、海地瓜，是旋花科打碗花属的植物。分布于亚洲温带、欧洲、大洋洲海滨、台湾岛以及中国大陆的辽宁、江苏、山东、浙江、河北等地，生长于海拔100米的地区，常生长在海滨沙地和海岸岩石缝中，目前尚未由人工引种栽培。
染色体数2n=22。